# Province de Cuzco
La province de Cuzco (en espagnol : Provincia del Cuzco) est l'une des treize provinces de la région de Cuzco, au sud du Pérou. Son chef-lieu est la ville de Cuzco, qui est également la capitale de la région.

## Géographie
La province couvre une superficie de 617 km2. Elle est limitée au nord par la province de Calca et la province d'Urubamba, à l'est par la province de Quispicanchi, au sud par la province de Paruro et à l'ouest par la province d'Anta.

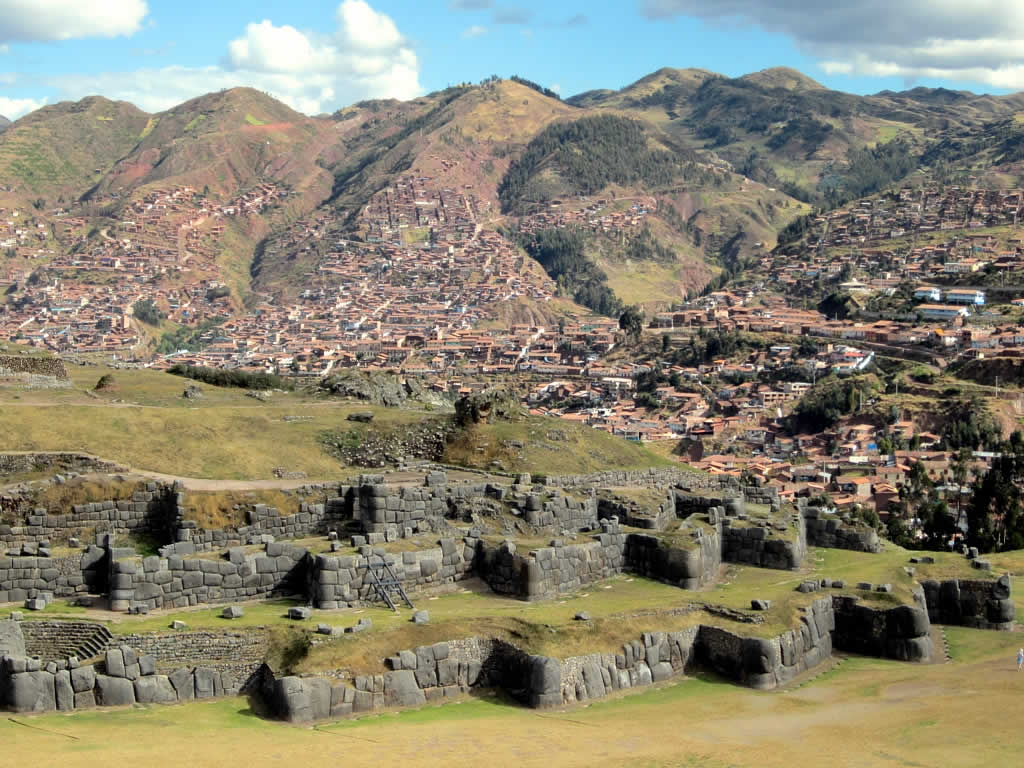
Le site archéologique de Saksaywaman près de Cusco

## Population
La population de la province s'élevait à 348 493 habitants en 2005.

## Subdivisions

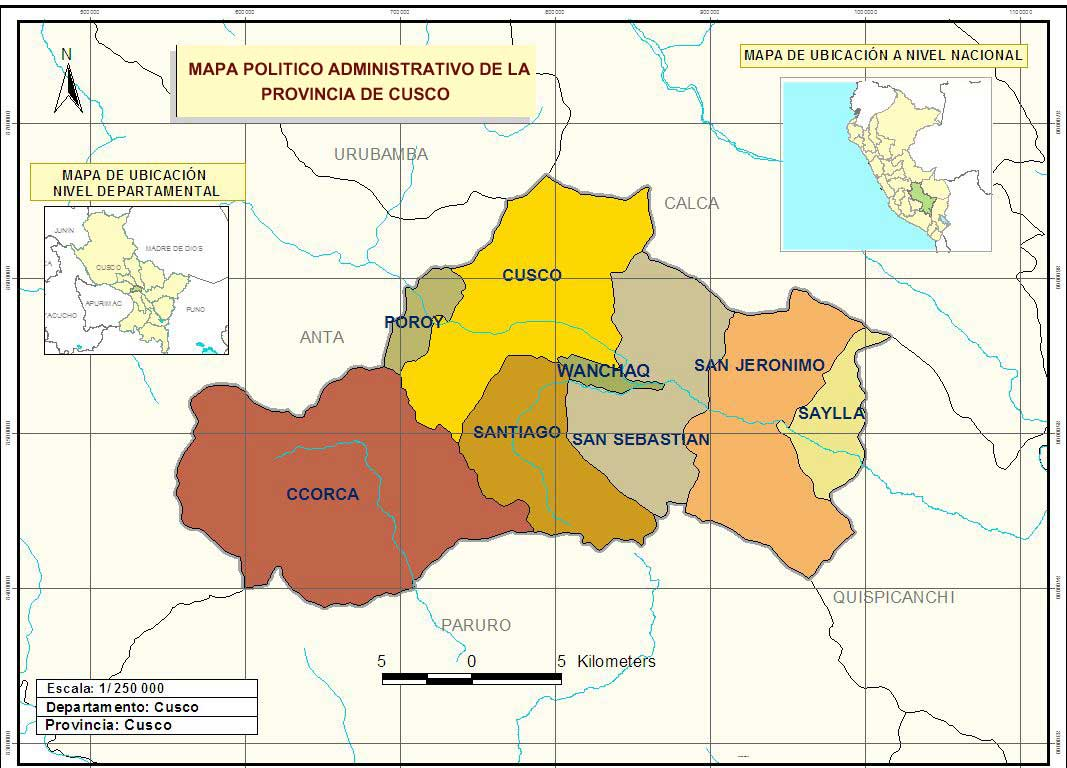
Carte des provinces de Cusco.

La province de Cuzco est divisée en huit districts :
- Ccorca
- Cuzco (Cuzco)
- Poroy
- San Jerónimo
- San Sebastián
- Santiago
- Saylla
- Wanchaq